# Brixey-aux-Chanoines
Brixey-aux-Chanoines es una comuna francesa situada en el departamento de Mosa, en la región de Gran Este.

## Demografía
| 144 | 123 | 98 | 84 | 91 | 87 | 82 |
| Para los censos de 1962 a 1999 la población legal corresponde a la población sin duplicidades (Fuente: INSEE [Consultar]) |     |    |    |    |    |    |